# Lobsang Yeshe Tenpa Rabgye
Lobsang Yeshe Tenpa Rabgye (Litang (Kham), 1759 - 1815) was een tulku en de tweede Reting rinpoche in Tibet.

## Lama van Reting
Toen hij twee jaar oud was vroeg hij de abt van het Tibetaans klooster Thupten Jampaling bij Litang, Püntsog Gyatso, om de zalvingceremonie (byabs-khrus) van Virhphotakah (rnam-‘joms). Voor de monniken was er om die reden geen twijfel meer mogelijk en werd hij erkend als de reïncarnatie van Ngawang Chogden, de eerste Reting rinpoche. Hem ontving de Tibetaans boeddhistische naam Losang Tendar (blo-bzang bstan-dar).
Op een leeftijd van zes jaar werd hij naar Centraal-Tibet gebracht en bezette hij de Gouden Troon van het klooster Reting. Zijn installatie werd uitgevoerd door de zesde pänchen lama.

## Studie
Zijn eerste opleiding kreeg hij van Trichen Ngawang Chödrag die hem naast Tibetaans boeddhistisch onderwijs leerde lezen en schrijven in het Tibetaans schrift.
Op een leeftijd van tien jaar ging hij naar het kloostercollege in Serje (ser-byes) waar hij les kreeg van Chöje Jampa Mönlam (chos-rje byams-pa smon-lam) in de vijf tekstgroepen van het woord Boeddha leerde (pramana, madhyamaka, prajnaparamita, abhidhamma en vinaya).
Toen hij 21 jaar oud was ontving hij in Serje de hoogste geshegraad Lharampa
college in Serje. Hij ontving de volledige inwijding van de zesde pänchen lama en trad toe tot het lager tantrisch college Palden. Hier leerde hij de rituelen en praktijk van de Grote Heilige Mantra.
Van de Chinese keizer Qianlong ontving hij in 1770 de eretitel Archimen Nomihan.

## Loopbaan
Op aanwijzing van de achtste dalai lama ging hij naar het het klooster Drepung om als leraar te dienen van de Changkya Koetoektoe (Changkya Rinpoche).
Toen hij 47 was, gaf hij op uitnodiging van het college Khemang (mkhas-mang) in
Serje de Shag-anthologie (zhag) van verklaringen en readingtransmissies van de essentiële betekenis van de Lamrim aan een groep van duizenden gelugmonniken.
Hij overleed op een leeftijd van 58 jaar. Hij liet een aantal teksten en composities na.